# Новая Кастилия
Новая Кастилия (исп. Nueva Castilla) — испанское губернаторство в Южной Америке, существовавшее в период с 1529 по 1542 год.
| Период    | 1     | 2     | 3     | 4     | 5     |
| --------- | ----- | ----- | ----- | ----- | ----- |
| 1591—1787 | -0,04 | +0,07 | -0,08 | +3,07 | +0,03 |

## Краткая история
Губернаторство Новая Кастилия было учреждено в соответствии с «Толедским актом» (Capitulación de Toledo), подписанным в городе Толедо 26 июля 1529 года королевой Изабеллой по уполномочению своего супруга — короля Карла I.
Согласно указанному документу, появление которого обусловлено ходатайствами конкистадора Франсиско Писарро, во вновь образованное губернаторство включались авансом все земли Империи Инков к югу от параллели, проходящей через «поселение, называемое на языке индейцев Тенумпуэла, а затем названное вами Сантьяго, до поселения Чинча, до коего по берегу может быть двести лиг или же того чуть больше или меньше».
По Толедскому акту, Писарро даровалось позволение и право, выступая от имени и на благо королевской короны Кастилии, «продолжать открывать, завоёвывать и заселять земли вышепоименованной провинции Перу». Писарро получал звание аделантадо и назначался пожизненным губернатором и капитан-генералом «вышепоименованной провинции Перу и земель и народов, кои имеются ныне и впредь будут обретены».
В мае 1534 года Карл I подписал четыре королевских грамоты, согласно которым граница Новой Кастилии отодвигалась на 70 лиг к югу, а на территориях южнее её образовывались губернаторства Новый Толедо, Новая Андалусия и Новый Леон; каждое из них с севера на юг простиралось на 200 лиг, а с запада на восток — от Тихого до Атлантического океана или до демаркационной линии, установленной по Тордесильясскому договору.
20 ноября 1542 года королевской грамотой, подписанной Карлом I в Барселоне, было учреждено вице-королевство Перу. Территория Новой Кастилии вошла в его состав, одноимённое губернаторство прекратило своё существование.

## Интересные сведения
- Испанский конкистадор Мигель Лопес де Легаспи назвал Новой Кастилией (Nueva Castilla) остров Лусон (Филиппинский архипелаг), на котором в 1571 году им был основан город Манила.
- Новой Кастилией в отечественных источниках часто называют одну из исторических областей Испании (то есть существовавших до современного административно-территориального деления страны) — Кастилья-ла-Нуэва (по-испански Castilla la Nueva в отличие от Nueva Castilla).